# Promenade Marceline-Loridan-Ivens
La promenade Marceline-Loridan-Ivens est une voie située dans les 6e et 7e arrondissements de Paris, en France.

## Situation et accès
La promenade Marceline-Loridan-Ivens se situe sur les quais de Seine.

## Origine du nom
Elle porte le nom de Marceline Loridan-Ivens (1928-2018), scénariste, cinéaste, productrice et écrivaine française. Elle est une survivante de la Shoah et compagne de déportation de Simone Veil.

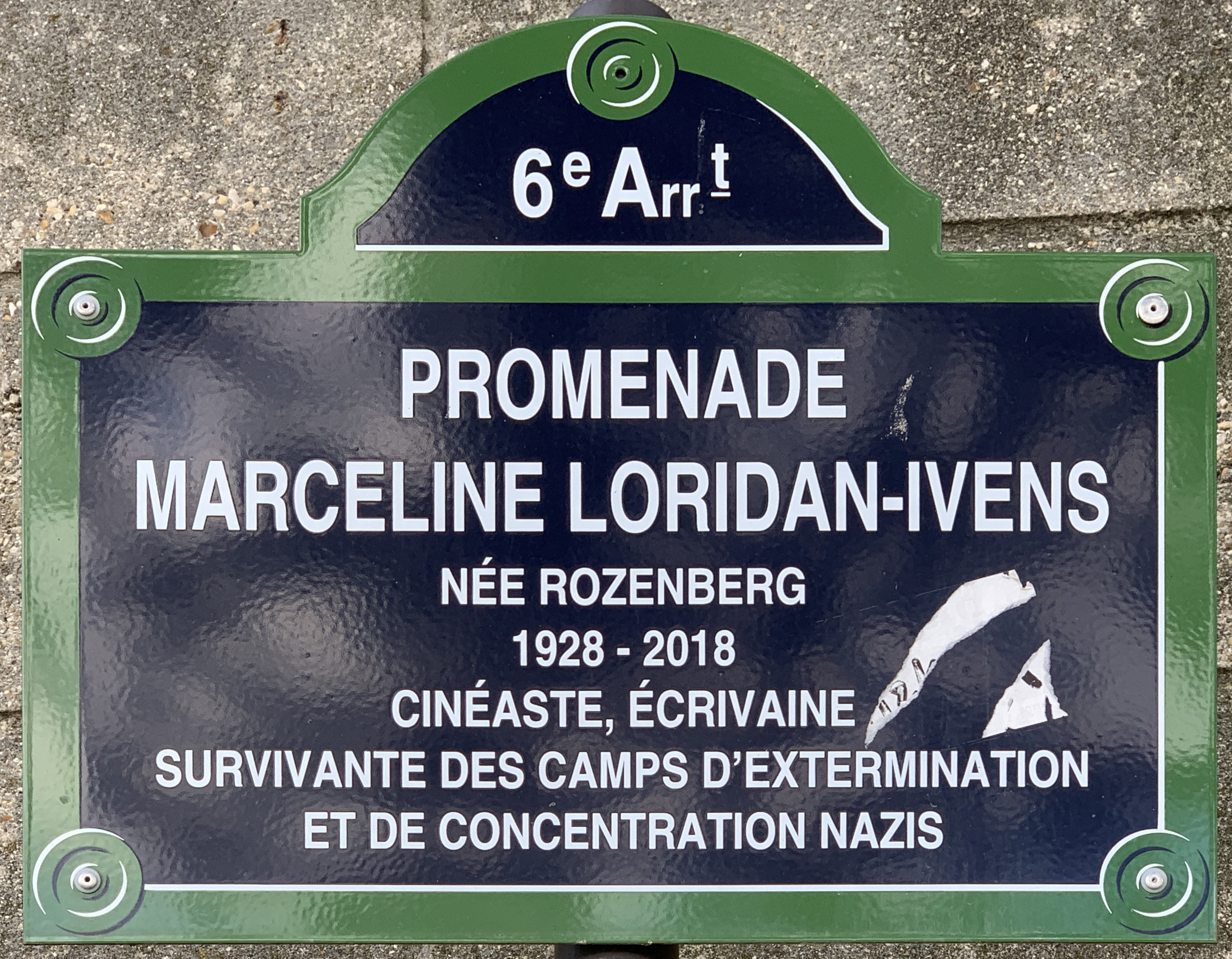
Plaque de la promenade.

## Historique
La création de la promenade fait suite à une décision du Conseil de Paris, votée à l'unanimité. Elle a été inaugurée le 10 mai 2019.

## Bâtiments remarquables et lieux de mémoire
- Le pont du Carrousel
- Le port des Saints-Pères.
- Les bouquinistes de bord de Seine.